# Billy Stritch
Billy Stritch (* 12. Februar 1962 in Houston, Texas) ist ein US-amerikanischer Pianist und Sänger.
Billy Stritch hat sich vor allem der traditionellen Popmusik verschrieben. Zeitweise arbeitete er mit anderen Künstlern zusammen, so etwa mit Liza Minnelli, mit der er zu Beginn der 1990er Jahre auch für kurze Zeit liiert war. Im Januar 1992 schrieb Stritch einige Arrangements für Minnellis Konzertserie in der Radio City Music Hall, von der ein Zusammenschnitt auch im Fernsehen ausgestrahlt wurde. Ebenfalls mit Minnelli trat er 1993 auch in der Sendung Sondheim: A Celebration at Carnegie Hall aus der Reihe Great Performances zu Ehren des Musicalkomponisten Stephen Sondheim auf. Stritch war u. a. auch Gast der Oprah Winfrey Show und der Sendung Good Morning America.